# Butte City
Butte City – miasto w Stanach Zjednoczonych, w stanie Idaho, w hrabstwie Butte. Jedna z najmniejszych miejscowości (85 osób w 2023 r.) całego stanu Idaho.